# Quel Filou 13
Quel Filou 13 (né le 16 juin 2006) est un cheval hongre gris Bavarois, monté en saut d'obstacles par Mathieu Billot. Initialement sélectionné comme réserviste aux Jeux olympiques de Tokyo en 2021, il est finalement titularisé. 

## Histoire
Il naît le 16 juin 2006, à l'élevage de M. Mitzel Siegfried, en Allemagne. 
Il est repéré début 2018 par le cavalier français Mathieu Billot (à Vilamora, au Portugal), puis acheté en accord avec la famille Garreau.

### Participation aux Jeux olympiques de Tokyo 2020
Sélectionnés initialement comme réservistes de l'équipe de France de saut d'obstacles pour les Jeux olympiques de Tokyo en 2021, Quel Filou 13 et Mathieu Billot y remplacent finalement Nicolas Delmotte et Urvoso du Roch. Ce cheval alors âgé de 15 ans monte à cette occasion pour la première fois dans un avion. 
Le couple ne parvient pas à se qualifier pour l'épreuve en individuel, en raison d'un parcours d'obstacles à 7 points de pénalité. Pendant l'épreuve par équipes, il réalise un parcours sans faute à un point de pénalité de temps dépassé.

## Description
Quel Filou 13 est un hongre de robe grise, inscrit au stud-book du Bavarois. Il mesure 1,73 m.
Billot le décrit comme un cheval très puissant et très respectueux des obstacles.

## Palmarès
Il atteint un indice de saut d'obstacles (ISO) de 173 en 2019.

## Origines
C'est un fils de l'étalon Quidam's Rubin. Sa mère Miss Marple est une fille de l'étalon Holsteiner Cascavelle.